# Водяной пар

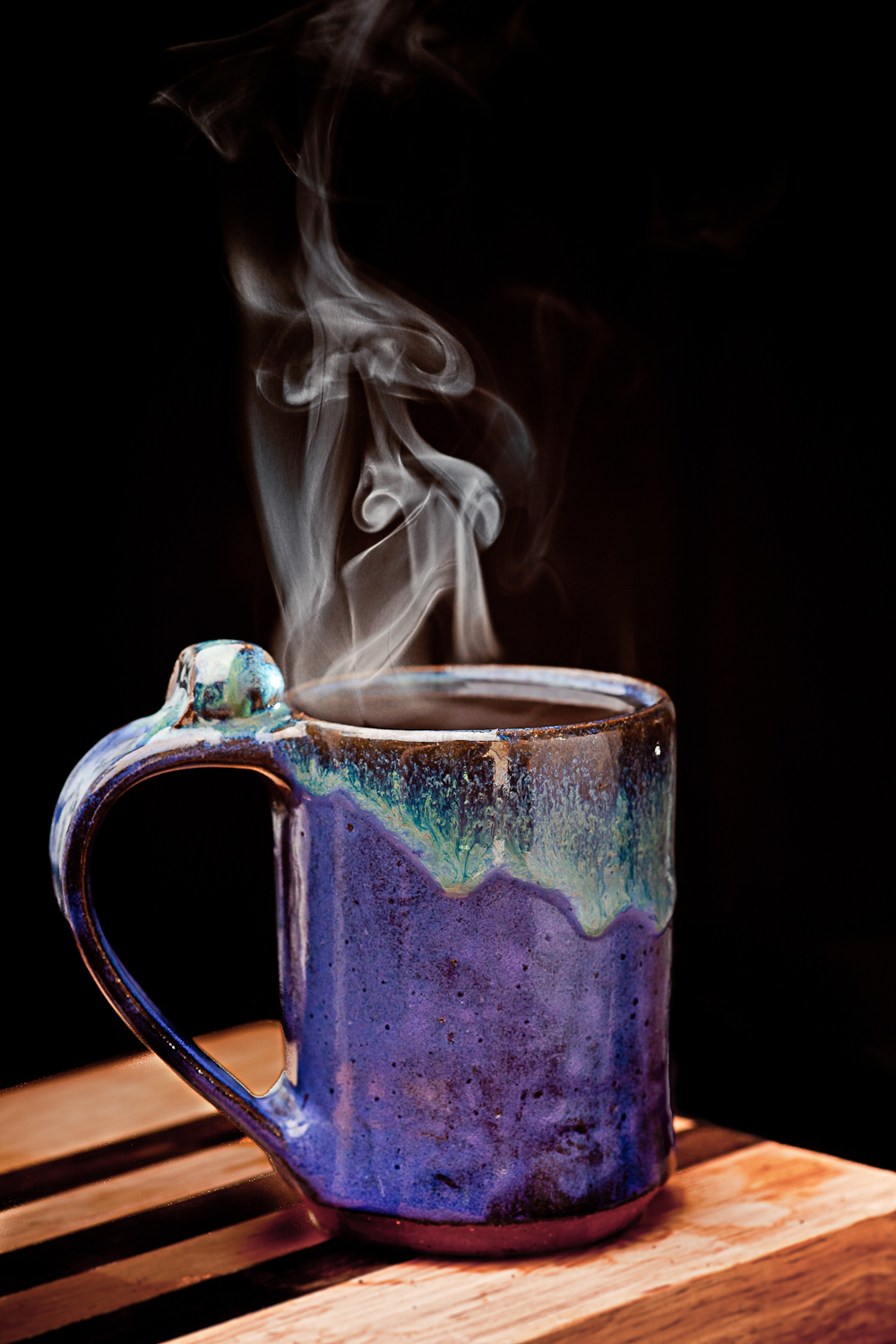
Туман, поднимающийся с поверхности горячей жидкости (водяной пар не виден при дневном освещении)

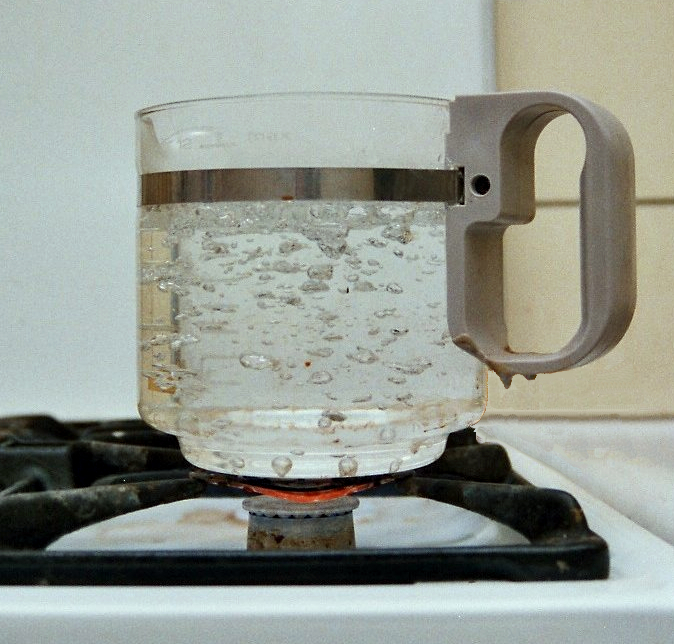
Пузырьки пара, образующиеся при кипении воды

Водяной пар — газообразное агрегатное состояние воды. Не имеет цвета, вкуса и запаха. Водяной пар — в чистом виде или в составе влажного газа, — находящийся в термодинамическом равновесии с поверхностью влажного вещества, называют равновесным водяным паром.
Содержится в тропосфере.
Образуется молекулами воды при её испарении, кипении жидкой воды или сублимации из льда. Он менее плотный, чем большинство других составляющих воздуха и вызывает конвекционные потоки, которые могут привести к образованию облаков.
При поступлении водяного пара в воздух он, как и все другие газы, создаёт определённое давление, называемое парциальным. Оно выражается в единицах давления — паскалях.
Водяной пар может переходить непосредственно в твёрдую фазу (десублимация) — в кристаллы льда. Количество водяного пара в граммах, содержащегося в 1 кубическом метре, называют абсолютной влажностью воздуха.

## Теплоноситель
Так как теплоёмкость пара, вернее теплота его конденсации достаточно велика, он широко используется в качестве эффективного теплоносителя. Как примеры использования можно привести паровое отопление, в испарительном охлаждении воздуха, а также промышленное использование пара, например, парогенераторы. Испарительное охлаждение применяется в системах кондиционирования.
Также, учитывая очень большую теплоëмкость процесса парообразования, вода, находящаяся при температуре насыщения, может использоваться, например, для охлаждения анодов очень мощных электронных ламп, и двигателей внутреннего сгорания (именно так и охлаждались многие бензиновые, дизельные, калоризаторные и газовые стационарные двигатели начала XX века).

## В атмосфере Земли
Газообразная вода представляет собой небольшую, но экологически значимую составляющую атмосферы. Процентное содержание водяного пара в приземном воздухе колеблется от 0,01 % при температуре -42 °C  4,24 % при точке росы 30 °C.Более 99 % атмосферной воды находится в форме пара, а не жидкой воды или  примерно 99,13 % водяного пара содержится в тропосфере. Конденсация водяного пара в жидкую или ледяную фазу ответственна за облака, дождь, снег и другие осадки, которые относятся к числу наиболее важных элементов того, что мы воспринимаем как погоду. Менее очевидно, что скрытая теплота испарения, которая выделяется в атмосферу всякий раз, когда происходит конденсация, является одним из наиболее важных терминов в энергетическом балансе атмосферы как в местном, так и в глобальном масштабе. Например, скрытое выделение тепла при атмосферной конвекции непосредственно ответственно за питание разрушительных штормов, таких как тропические циклоны и сильные грозы. Водяной пар является важным парниковым газом из-за наличия гидроксильной связи, которая сильно поглощается в инфракрасном диапазоне.

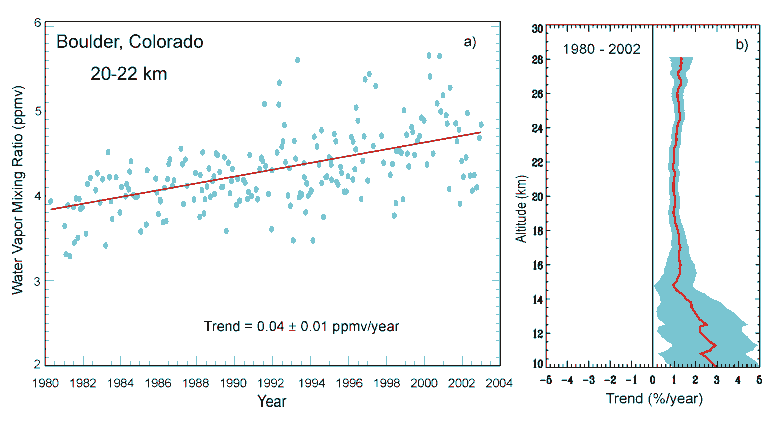
Доказательства увеличения количества стратосферного водяного пара с течением времени в Боулдере, штат Колорадо.

Водяной пар является «рабочим телом» атмосферного термодинамического двигателя, который преобразует тепловую энергию от солнечного излучения в механическую энергию в виде ветров. Преобразование тепловой энергии в механическую энергию требует верхнего и нижнего уровней температуры, а также рабочего тела, которое перемещается вперёд и обратно между ними. Верхний температурный уровень задает почва или водная поверхность Земли, которая поглощает поступающее солнечное излучение и нагревается, испаряя воду. Влажный и тёплый воздух на земле светлее, чем окружающий воздух, и поднимается до верхней границы тропосферы. Там молекулы воды излучают свою тепловую энергию в космическое пространство, охлаждая окружающий воздух. Верхние слои атмосферы представляют собой нижний температурный уровень атмосферного термодинамического двигателя. Водяной пар в холодном воздухе конденсируется и падает на землю в виде дождя или снега. Теперь более тяжёлый холодный и сухой воздух также опускается на землю; Таким образом, атмосферный термодинамический двигатель создаёт вертикальную конвекцию, которая переносит тепло от земли в верхние слои атмосферы, где молекулы воды могут излучать его в космическое пространство. Из-за вращения Земли и возникающих в результате этого сил Кориолиса эта вертикальная атмосферная конвекция также преобразуется в горизонтальную конвекцию в виде циклонов и антициклонов, которые переносят испарившуюся воду через океаны внутрь континентов, позволяя расти растительности
Вода в атмосфере Земли не только ниже точки кипения 100 °C, но и на высоте опускается ниже точки замерзания 0 °C из-за сильно полярного притяжения воды. В сочетании с его количеством водяной пар имеет соответствующую точку росы и точку замерзания, в отличие, например, от углекислого газа и метана. Таким образом, высота водяного пара составляет долю от высоты объёмной атмосферы, поскольку вода конденсируется и выходит, в первую очередь, в тропосферу, самый нижний слой атмосферы. Углекислый газ и метан, будучи хорошо перемешанными в атмосфере, имеют тенденцию подниматься над водяным паром. Поглощение и излучение обоих соединений способствуют выбросу Земли в космос и, таким образом, планетарному парниковому эффекту.. Это парниковое воздействие можно наблюдать непосредственно, через различные спектральные особенности по отношению к водяному пару, и наблюдается, как оно растёт с повышением уровня CO2 И наоборот, добавление водяного пара на больших высотах оказывает непропорциональное воздействие, поэтому реактивное движениеимеет непропорционально высокий эффект потепления. Окисление метана также является основным источником водяного пара в стратосфере и добавляет около 15% к эффекту глобального потепления метана.
В отсутствие других парниковых газов водяной пар Земли конденсировался бы на поверхности; Вероятно, это происходило, возможно, не один раз. Таким образом, учёные различают неконденсирующиеся (движущиеся) и конденсируемые (управляемые) парниковые газы, т.е. вышеупомянутую обратную связь водяного пара..
Туман и облака образуются в результате конденсации вокруг ядер конденсации облаков. При отсутствии ядер конденсация будет происходить только при гораздо более низких температурах. При стойком конденсации или осаждении образуются облачные капли или снежинки, которые выпадают в осадок при достижении критической массы.
Концентрация водяного пара в атмосфере сильно варьируется в зависимости от места и времени, от 10 ppmv в самом холодном воздухе до 5% (50 000 ppmv) во влажном тропическом воздухе быть измерена с помощью комбинации наземных наблюдений, метеозондов и спутников,. Водность атмосферы в целом постоянно истощается осадками. В то же время она постоянно пополняется за счёт испарения, в первую очередь из океанов, озёр, рек и влажной земли. Другие источники атмосферной воды включают горение, дыхание, извержения вулканов, транспирацию растений и различные другие биологические и геологические процессы. В любой момент времени в атмосфере содержится около 1,29 x 1016 литров воды. Атмосфера содержит 1 часть из 2500 пресной воды и 1 часть из 100 000 всей воды на Земле. Среднее глобальное содержание водяного пара в атмосфере примерно достаточно для того, чтобы покрыть поверхность планеты слоем жидкой воды глубиной около 25 мм. Среднегодовое количество осадков на планете составляет около 1 метра, что позволяет предположить быстрый круговорот воды в воздухе – в среднем, время пребывания молекулы воды в тропосфере составляет от 9 до 10 дней..

Некоторые эффекты глобального потепления могут либо усиливать (положительные обратные связи, такие как повышенная концентрация водяного пара), либо препятствовать (отрицательные обратные связи) потепление..

Глобальное среднее содержание водяного пара составляет около 0,25% атмосферного по массе и также изменяется в зависимости от сезона, с точки зрения вклада в атмосферное давление от 2,62 гПа в июле до 2,33 гПа в декабре. Шестой оценочный доклад МГЭИК выражает среднюю уверенность в увеличении общего объёма водяного пара примерно на 1-2% за десятилетие; ожидается, что он будет увеличиваться примерно на 7% на 0.5 °C потепления.
Эпизоды поверхностной геотермальной активности, такие как извержения вулканов и гейзеры, выбрасывают в атмосферу различное количество водяного пара. Такие извержения могут быть крупными по человеческим меркам, а крупные взрывные извержения могут выбрасывать в атмосферу исключительно большие массы воды исключительно высоко, но в процентном соотношении к общему объему атмосферной воды роль таких процессов ничтожна. Относительные концентрации различных газов, выбрасываемых вулканами, значительно варьируются в зависимости от места и от конкретного события на каком-либо конкретном участке. Тем не менее, водяной пар неизменно является самым распространенным вулканическим газом; Как правило, на него приходится более 60% от общего объёма выбросов при субаэральном извержении.
Содержание водяного пара в атмосфере выражается с помощью различных мер. К ним относятся давление пара, удельная влажность, соотношение смешивания, температура точки росы и относительная влажность.

### Радиолокационная и спутниковая съёмка

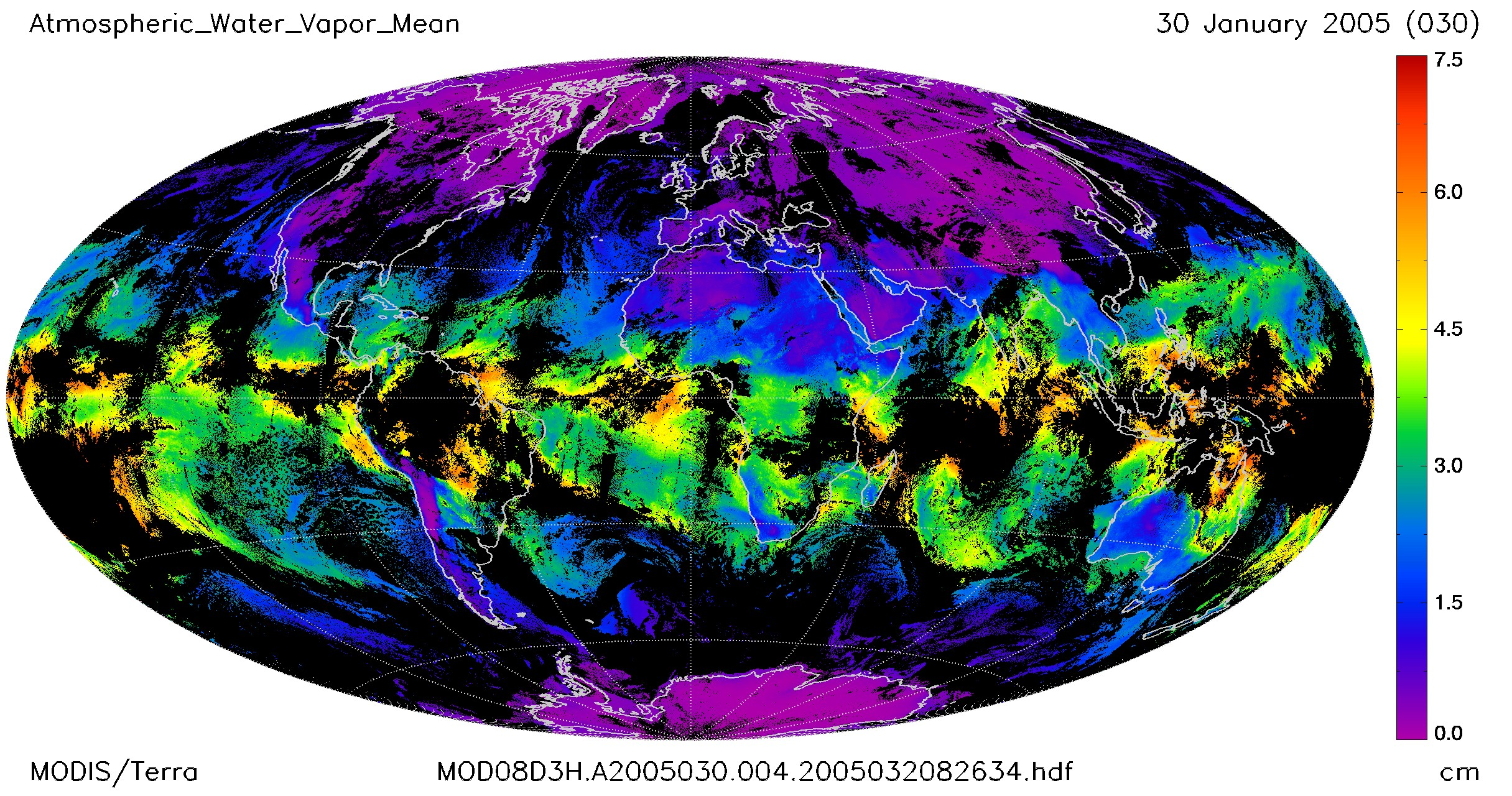
MODIS/Terra глобальное среднее содержание водяного пара в атмосферном воздухе в атм-см (сантиметры воды в атмосферной толще, если она конденсировалась)

Поскольку молекулы воды поглощают микроволны и другие радиочастоты, вода в атмосфере ослабляет радиолокационные сигналы.Кроме того, атмосферная вода будет отражать и преломлять сигналы в степени, которая зависит от того, является ли она паровой, жидкой или твёрдой.
Как правило, радиолокационные сигналы постепенно теряют силу по мере того, как они проходят через тропосферу. Разные частоты затухают с разной скоростью, так что некоторые компоненты воздуха непрозрачны для одних частот и прозрачны для других. Радиоволны, используемые для вещания и других средств коммуникации, испытывают тот же эффект.
Водяной пар отражает радар в меньшей степени, чем две другие фазы воды. В виде капель и кристаллов льда вода выступает в роли призмы, чего она не делает как отдельная молекула; Тем не менее, существование водяного пара в атмосфере заставляет атмосферу действовать как гигантская призма.
Сравнение спутниковых снимков GOES-12 показывает распределение атмосферного водяного пара относительно океанов, облаков и континентов Земли. Пар окружает планету, но распределяется неравномерно. Контур изображения справа показывает среднемесячное содержание водяного пара с единицами измерения в сантиметрах, что представляет собой осаждённую воду или эквивалентное количество воды, которое могло бы быть произведено, если бы весь водяной пар в столбце конденсировался. Наименьшее количество водяного пара (0 сантиметров) обозначено жёлтым цветом, а наибольшее количество (6 сантиметров) — тёмно-синим. Области отсутствующих данных отображаются оттенками серого. Карты основаны на данных, собранных с помощью спектрорадиометра среднего разрешения (MODIS) на спутнике NASA Aqua. Наиболее заметной закономерностью во временном ряду является влияние сезонных изменений температуры и поступающего солнечного света на водяной пар. В тропиках полоса чрезвычайно влажного воздуха колеблется к северу и югу от экватора при смене времён года. Эта полоса влажности является частью межтропической зоны конвергенции, где восточные пассаты из каждого полушария сходятся и производят почти ежедневные грозы и облака. Дальше от экватора концентрация водяного пара высока в полушарии, где наступает лето, и низка в полушарии, где наступает зима. Ещё одна закономерность, которая проявляется во временных рядах, заключается в том, что количество водяного пара над сушей уменьшается в зимние месяцы больше, чем над прилегающими океанскими районами. Во многом это связано с тем, что температура воздуха над сушей зимой падает сильнее, чем температура над океаном. Водяной пар быстрее конденсируется в более холодном воздухе
Поскольку водяной пар поглощает свет в видимом спектральном диапазоне, его поглощение может быть использовано в спектроскопических приложениях (таких как DOAS) для определения количества водяного пара в атмосфере. Это делается на оперативном уровне, например, с помощью спектрометров Глобального эксперимента по мониторингу озона (GOME) на ERS (GOME) и MetOp (GOME-2). Более слабые линии поглощения водяного пара в синем спектральном диапазоне и далее в ультрафиолетовом диапазоне до предела диссоциации около 243 нм в основном основаны на квантово-механических расчётах и лишь частично подтверждены экспериментами.

### Образование молний
Водяной пар играет ключевую роль в образовании молнии в атмосфере. С точки зрения физики облаков, обычно облака являются реальными генераторами статического заряда, обнаруженного в атмосфере Земли. Способность облаков удерживать огромное количество электрической энергии напрямую связана с количеством водяного пара, присутствующего в местной системе.
Количество водяного пара напрямую контролирует диэлектрическую проницаемость воздуха. В периоды низкой влажности статическое электричество высвобождается быстро и легко. В периоды повышенной влажности происходит меньше статических разрядов. Диэлектрическая проницаемость и ёмкость работают рука об руку, чтобы производить мегаваттную мощность молнии.
После того, как облако, например, начинает превращаться в генератор молнии, атмосферный водяной пар действует как вещество (или изолятор), которое снижает способность облака разряжать свою электрическую энергию. В течение определённого периода времени, если облако продолжает генерировать и накапливать больше статического электричества, барьер, созданный атмосферным водяным паром, в конечном итоге разрушится из накопленной электрической потенциальной энергии. Эта энергия будет высвобождаться в локальную противоположно заряженную область, в виде молнии. Сила каждого разряда напрямую связана с атмосферной диэлектрической проницаемостью, ёмкостью и способностью источника генерировать заряд

## Водяной пар за пределами Земли
Водяной пар распространён в Солнечной системе и, соответственно, в других планетных системах. Его сигнатура была обнаружена в атмосферах Солнца, происходящих в солнечных пятнах. Присутствие водяного пара было обнаружено в атмосферах всех семи внеземных планет Солнечной системы, Луны других планет, хотя, как правило, только в следовых количествах.

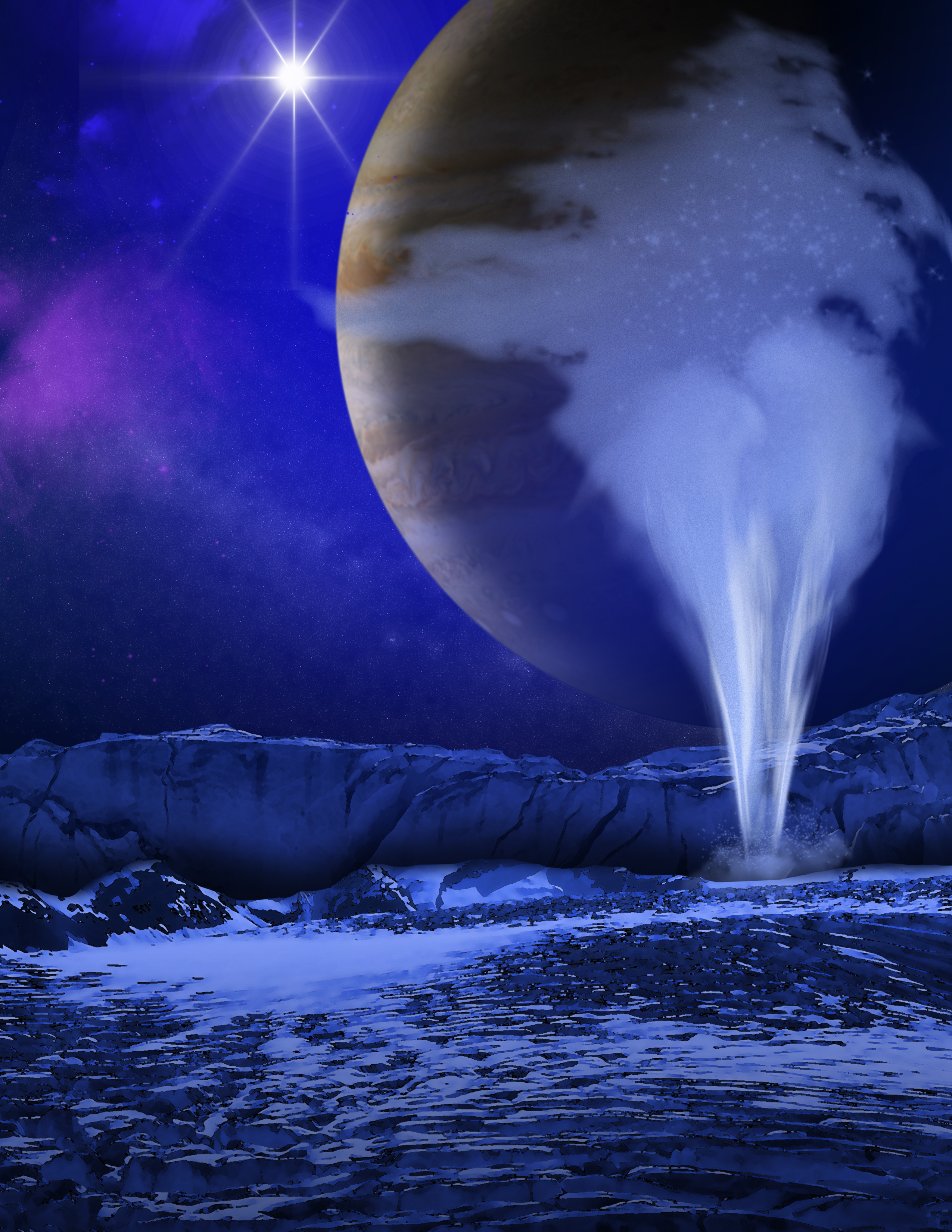
Извержение криогейзера на спутнике Юпитера Европе (концепция художника)

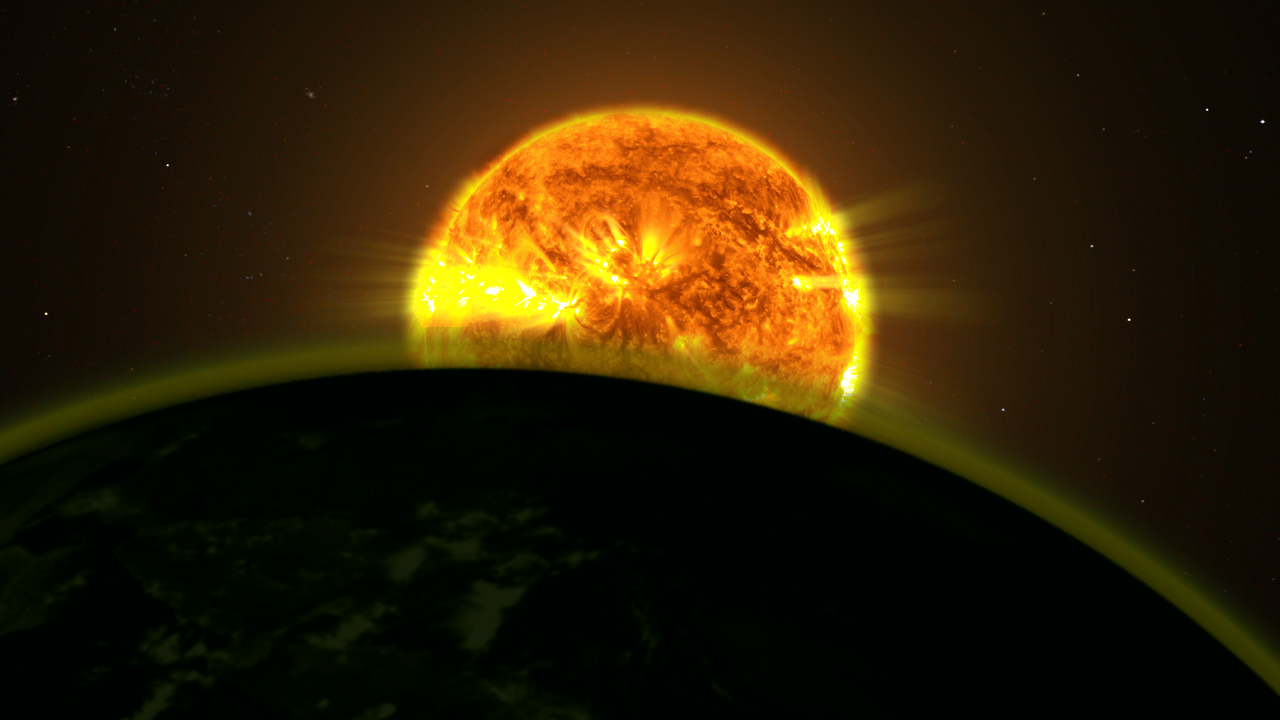
Художественная иллюстрация сигнатур воды в атмосферах экзопланет, обнаруживаемых такими инструментами, как космический телескоп Хаббл.

Считается, что геологические формации, такие как криогейзеры, существуют на поверхности нескольких ледяных лун, выбрасывающих водяной пар из-за приливного нагрева и могут указывать на присутствие значительного количества подповерхностной воды. Шлейфы водяного пара были обнаружены на спутнике Юпитера Европе и похожи на шлейфы водяного пара, обнаруженные на спутнике Сатурна Энцеладе. Следы водяного пара были обнаружены и в стратосфере Титана.Было обнаружено, что водяной пар является основным компонентом атмосферы карликовой планеты Церера, крупнейшего объекта в поясе астероидов Обнаружение было сделано с использованием дальних инфракрасных возможностей космической обсерватории «Гершель». Открытие является неожиданным, потому что кометы, а не астероиды, обычно считаются «прорастающими струями и шлейфами». По словам одного из учёных, «линии между кометами и астероидами становятся всё более и более размытыми» Учёные, изучающие Марс, предполагают, что если вода движется по планете, то она делает это в виде пара.
Блеск хвостов комет в значительной степени обусловлен водяным паром. При приближении к Солнцу лёд многих комет уносит сублимации в пар. Зная расстояние кометы от Солнца, астрономы могут сделать вывод о содержании воды в комете по её блеску.
Существование водяного пара также было подтверждено за пределами Солнечной системы. Спектроскопический анализ HD 209458 b, экзопланеты в созвездии Пегаса, даёт первые свидетельства наличия атмосферного водяного пара за пределами Солнечной системы. Было обнаружено, что звезда под названием CW Льва имеет кольцо огромного количества водяного пара, вращающееся вокруг стареющей массивной звезды. Спутник НАСА, предназначенный для изучения химических веществ в межзвездных газовых облаках, сделал открытие с помощью бортового спектрометра. Скорее всего, «водяной пар испарился с поверхностей орбитальных комет» Другие экзопланеты с доказательствами наличия водяного пара включают HAT-P-11b и K2-18b.